# بلیسیرما
بلیسیرما (به ترکی استانبولی: Belisırma) یک منطقهٔ مسکونی در ترکیه است که در گوزل‌یورت واقع شده‌است. بلیسیرما ۵۰۷ نفر جمعیت دارد و ۱٬۲۳۰ متر بالاتر از سطح دریا واقع شده‌است.